# Luis Lamas
Luis María Lamas, né en 1793 à la « Bande orientale » et mort en 1864 en Argentine, est un homme d'État uruguayen.
Il est le président de l’Uruguay du 29 août 1855 au 10 septembre 1855. 

## Biographie
Membre du Parti national, c'est un homme politique distinguée, qui a été sénateur du département de Canelones (1854) et maire de Montevideo et de Rosario (Argentine),.